# Cnemoplites argodi
Cnemoplites argodi là một loài bọ cánh cứng trong họ Cerambycidae.